# Erik Axelsson Tott

A Tott család címere

Erik Axelsson Tott (1417 körül – 1481 februárja vagy márciusa) svéd államférfi és Svédország kormányzója 1457-ben Jöns Bengtsson Oxenstiernával közösen és 1466-67-ben egyedül.

## Élete
Erik Axelsson az akkor Dániához tartozó Skåneban született Axel Pedersson Tott és Ingeborg Ivarsdotter 
gyermekeként. Még fiatalon Svédországba költözött és beállt anyja unokatestvére, Karl Knutsson szolgálatába, aki akkor Svédország katonai kormányzója volt. 1448-ban Karl Knutssont VIII. Károly néven királlyá koronázták, Erik pedig bekerült a Titkos Tanácsba és hűbérbirtokul megkapta Turkut amit hamarosan elcserélt Nyköpingért.
Mikor 1457-ben a királyt letaszították a trónról, Erik Axelsson átállt a lázadók pártjára és támogatta az uniót Dániával. Mint befolyásos személyiséget, kormányzóvá is választották, melyet Jöns Bengtsson Oxenstiernával, az uppsalai érsekkel közösen gyakorolt. Cserébe támogatásáért, a dán király, I. Keresztély nekiadományozta Vyborgot és Häme-t.
A svédek 1464-ben fellázadtak Keresztély ellen és visszahívták VIII. Károlyt. Erik hűséges maradt az unió pártjához és hozzájárult Károly elűzéséhez. 1466-ban a saját esküvőjén (másodszor nősült) a jelenlevő főnemes vendégek megválasztották az ország kormányzójául a népszerűtlen Jöns érsek ellenében. Uralkodása rövid volt, 1467 novemberében lemondott a pozíciójáról. Eleinte próbált egyensúlyt tartani az unionisták és függetlenségpártiak között, de mikor Dániában maradt testvérei és a dán király között viszálykodás lépett fel, átállt az utóbbiak oldalára és visszahívta a trónra VIII. Károlyt.
1467-től Finnországban élt, az orosz határvidéken szervezte meg a védelmet és felépítette Olavinlinna várát. 1481-ben halt meg. Két házasságából nem született gyermeke, birtokait fivérei örökölték.

## Fordítás
- Ez a szócikk részben vagy egészben  az   Erik Axelsson (Tott) című svéd Wikipédia-szócikk ezen változatának fordításán alapul.  Az eredeti cikk szerkesztőit annak laptörténete sorolja fel. Ez a jelzés csupán a megfogalmazás eredetét és a szerzői jogokat jelzi, nem szolgál a cikkben szereplő információk forrásmegjelöléseként.